# Rangers Rugby Vicenza
Maillots
Actualités
Le Rangers Rugby Vicenza est un club de rugby à XV basé dans la ville de Vicence (Vénétie) et qui évolue en Serie A Élite, la première division du championnat d'Italie.
L'école de rugby porte le nom de Amatori Rugby Vicenza.

## Histoire
Après des tentatives infructueuses dans les années 1930 puis 1960, c'est en 1974 que le rugby à XV s'implante à Vicence. Le club de l'AS Rugby Vicenza est fondé par d'anciens treizistes du Recoaro, qui fut actif dans les années 60.
La création répond à une forte attente en ville et très vite les licenciés affluent. Bientôt le club est en mesure de faire jouer deux équipes seniors et une équipe junior. Le club monte rapidement en Serie B.
Dans les années 1980 le club fusionne avec Rugby Thiene qui amène dans ses bagages de nombreux joueurs talentueux.
En 2011 et 2012, le club obtient deux montées successives qui l'amènent en deuxième division. En 2017, le Rangers Vicenza obtient une grande notoriété bien involontaire quand son capitaine argentin Bruno Doglioli agresse une arbitre en plein match contre Valsugana. Il est radié à vie.
Après une belle saison 2022 qui les voit finir deuxième de leurs poules, Vicenza obtient l'accession en première division en 2023.